# Нове Поліхно
Нове Поліхно (пол. Nowe Polichno, нім. Pollychener Hölländer) — село в Польщі, у гміні Санток Ґожовського повіту Любуського воєводства.
Населення — 163 особи (2011).
У 1975-1998 роках село належало до Гожовського воєводства.

## Демографія
Демографічна структура станом на 31 березня 2011 року:
|          | Загалом | Допрацездатний вік | Працездатний вік | Постпрацездатний вік |
| -------- | ------- | ------------------ | ---------------- | -------------------- |
| Чоловіки | 91      | 12                 | 76               | 3                    |
| Жінки    | 72      | 17                 | 44               | 11                   |
| Разом    | 163     | 29                 | 120              | 14                   |